# Дејвид Кард
Дејвид Едвард Кард (енгл. David Edward Card; 1956) је канадско-амерички економиста. Добитник је Нобелове награде за економију 2021. године „за емпиријски допринос економији рада”.

## Дела
- Card, David; Raphael, Steven, ур. (2013). Immigration, Poverty, and Socioeconomic Inequality. New York: Russell Sage Foundation. ISBN 9780871544988.
- Card, David; Krueger, Alan B. (2011).  Akee, Randall K. Q.; Zimmermann, Klaus F., ур. Wages, School Quality, and Employment Demand. IZA Prize in Labor Economics Series. Oxford: Oxford University Press. ISBN 9780199693382.
- Ashenfelter, Orley; Card, David, ур. (2011). Handbook of Labor Economics. Handbook of Labor Economics. 4A. Amsterdam: Elsevier. ISBN 9780444534507.
- Ashenfelter, Orley; Card, David, ур. (2011). Handbook of Labor Economics. Handbook of Labor Economics. 4B. Amsterdam: Elsevier. ISBN 9780444534521.
- Auerbach, Alan J.; Card, David; Quigley, John M., ур. (2006). Poverty, The Distribution of Income , and Public Policy. New York: Russell Sage Foundation. ISBN 9780871540461.
- Card, David; Blundell, Richard; Freeman, Richard B., ур. (2004). Seeking a Premier Economy: The Economic Effects of British Economic Reforms, 1980-2000. National Bureau of Economic Research Comparative Labor Markets Series. Chicago: University of Chicago Press. ISBN 9780226092843.
- Card, David; Blank, Rebecca M., ур. (2000). Finding Jobs: Work and Welfare Reform. New York: Russell Sage Foundation. ISBN 9780871541161.
- Ashenfelter, Orley C.; Card, David, ур. (1999). Handbook of Labor Economics. Handbook of Labor Economics. 3A. Amsterdam: Elsevier. ISBN 9780444501875.
- Ashenfelter, Orley C.; Card, David, ур. (1999). Handbook of Labor Economics. Handbook of Labor Economics. 3B. Amsterdam: Elsevier. ISBN 9780444501882.
- Ashenfelter, Orley C.; Card, David, ур. (1999). Handbook of Labor Economics. Handbook of Labor Economics. 3C. Amsterdam: Elsevier. ISBN 9780444501899.
- Card, David; Krueger, Alan B. (1995). Myth and Measurement: The New Economics of the Minimum Wage (1st изд.). Princeton: Princeton University Press. ISBN 9780691043906.

Card, David; Krueger, Alan B. (2016). Myth and Measurement: The New Economics of the Minimum Wage (Twentieth-Anniversary изд.). Princeton: Princeton University Press. ISBN 9780691169125.
- Card, David; Freeman, Richard B., ур. (1993). Small Differences that Matter: Labor Markets and Income Maintenance in Canada and the United States. National Bureau of Economic Research Comparative Labor Markets Series. Chicago: University of Chicago Press. ISBN 9780226092836.